# 3001 Michelangelo
3001 Michelangelo este un asteroid din centura principală, descoperit pe 24 ianuarie 1982 de Edward Bowell.